# 아사토 마리
아사토 마리(일본어: 安里 麻里, 1976년 3월 14일 ~ )는 일본의 영화 감독, 각본가이다. 《주온》과 《영 제로》 등 공포 영화를 주로 연출했으며, 2017년 개봉하는 《빙과》의 감독으로 내정되었다.

## 연출 작품 목록

### 영화
| 연도 | 제목               | 원제             | 비고 |
| ---- | ------------------ | ---------------- | ---- |
| 2009 | 주온 - 원혼의 부활 | 呪怨 黒い少女    |      |
| 2011 | 고멘나사이         | ゴメンナサイ     |      |
| 2011 | 휴대폰 여자친구    | 携帯彼女         |      |
| 2014 | 바이로케이션       | バイロケーション |      |
| 2014 | 령: 저주받은 사진  | 劇場版 零 ゼロ   |      |
| 2017 | 빙과               | 氷菓             |      |